# مهدي ترابي
مهدي ترابي ((بالفارسية: مهدی ترابی‏)؛ مواليد 10 سبتمبر 1994) هو لاعب كرة قدم إيراني يجيد اللعب كجناح .

## الأهداف الدولية
تسرد نتيجة وحصيلة إيران أولاً.
| #  | التاريخ        | المكان                | الخصم     | النتيجة | الحصيلة | المنافسة                                         |
| -- | -------------- | --------------------- | --------- | ------- | ------- | ------------------------------------------------ |
| 1. | 11 يونيو 2015  | ملعب بونيودكور، طشقند | أوزبكستان | 1–0     | 1–0     | مباراة ودية                                      |
| 2. | 3 سبتمبر 2015  | ملعب آزادي، طهران     | غوام      | 6–0     | 6–0     | تصفيات كأس العالم لكرة القدم 2018 وكأس آسيا 2019 |
| 3. | 13 أكتوبر 2015 | ملعب آزادي، طهران     | اليابان   | 1–0     | 1–1     | مباراة ودية                                      |

## روابط خارجية
- مهدي ترابي على موقع قاعدة بيانات كرة القدم.إي يو (الإنجليزية)
- مهدي ترابي على موقع ناشيونال فوتبول تيمز (الإنجليزية)
- مهدي ترابي على موقع Soccerway.com (الإنجليزية)
- مهدي ترابي على موقع عالم كرة القدم.نت (الإنجليزية)